# Incorreggibili
Incorreggibili (Consentidos) è una telenovela argentina prodotta da Ideas del Sur, con Claribel Medina, Marcelo de Bellis, Natalie Pérez e Michel Noher. In Argentina la prima stagione della telenovela è andata in onda dal 9 novembre 2009 all'8 luglio 2010 su Canal 13.
In Italia, è prima approdata dal 17 gennaio 2011 su Italia 1, venendo sospesa dopo cinque puntate a causa dei bassi ascolti, e poi su Boing dal 21 febbraio 2011, dove è giunta a conclusione il 12 novembre dello stesso anno: sul canale, la serie ha avuto successo tra il pubblico giovanile, superando il 12% di share nella fascia 8-14 anni, fino a picchi del 18%.
Nel 2018 la serie è stata trasmessa sul canale Super! per essere però sospesa dopo poche puntate. È stata poi trasmessa nuovamente sullo stesso canale nel giugno 2020 ma anche in questo caso è stata sospesa dopo 30 puntate.

## Trama

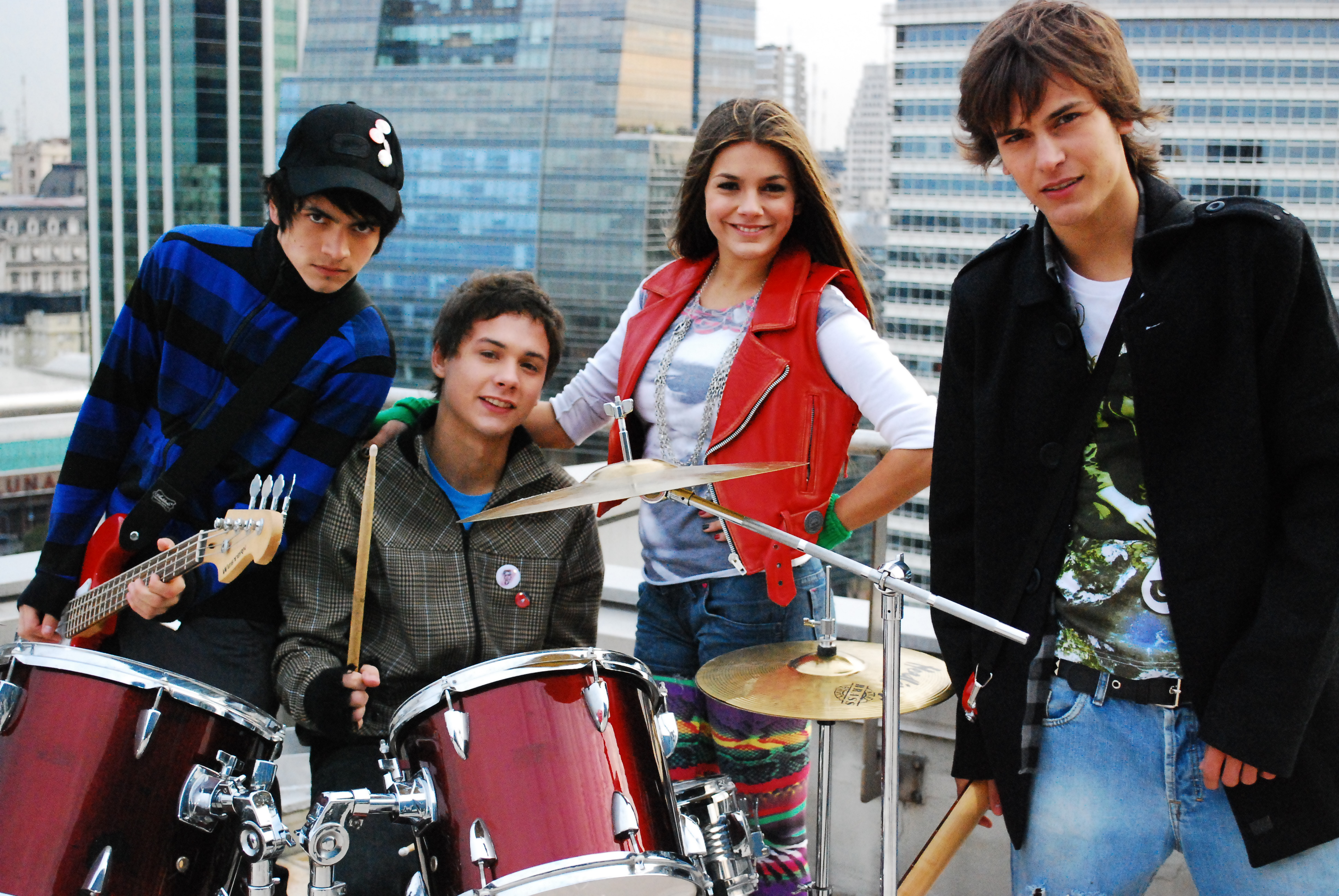
Il complesso dei Consentidos

Ambientata nel quartiere di Belgrano a Buenos Aires, la telenovela narra le storie di alcuni bambini ed adolescenti che studiano in un prestigioso collegio della città, il fittizio "Mastery School”. Qui i ragazzi dovranno imparare l'ordine e la disciplina ferrea ma, come suggerisce il titolo, la maggior parte di loro sono più inclini alla ribellione. La serie presenta tutte le caratteristiche di una telenovela classica infatti i personaggi principali sono soprattutto protagonisti di numerose vicende di vita sociale e intrecci amorosi. Scene e intrecci che coinvolgono anche i bambini che frequentano le classi inferiori e gli adulti, i professori e i comprimari. 
Tra i vari studenti si distinguono Valentina, Emma e Tom, mentre tra i bambini spiccano Geronimo, Clara, Tobia, Benji, Candy e Augusto. Ruolo a parte ha Miranda, figlia della direttrice, bambina più grande a metà strada tra i più piccoli e gli adolescenti che ha un atteggiamento arrogante con i sottoposti, soprattutto con Toto, un coetaneo che tratta come un servo.
Un giorno arriva al collegio Luna, amica di Ivo, fratellastro di Valentina, che insieme ai suoi amici Paul e Ulisse, entra alla Mastery School per continuare a suonare nel gruppo che i ragazzi avevano formato tempo addietro. Luna è in realtà in cerca di sua sorella Anna dalla quale è stata separata all'età di cinque anni, che scopre essere stata adottata da Victoria Mujica, la direttrice dell'istituto, con il nome di Miranda. Victoria è amica e capo della zitella Rita, che odia i ragazzi ed i bambini e si mostra sempre molto severa con loro. Luna, assunta come cuoca, è stata adottata da Guglielmo Gùzman, uomo umile e di buon cuore che viene assunto come autista di Victoria senza che questa sappia della relazione di parentela. Miranda è stata adottata quando era neonata e quindi non sa nulla delle sue origini.
Giunta alla Mastery School, Luna incontra Alessio, fidanzato di Renata, entrato al collegio sotto l'identità di un professore di educazione fisica per incontrare sua madre Victoria (che lo credeva morto), e se ne innamora. Successivamente Victoria scoprirà che Alessio è suo figlio e lui che non era stato abbandonato come credeva, infatti il padre lo aveva portato via dalla madre a causa del loro divorzio e le aveva fatto credere che fosse morto. Il padre di Renata, che come la figlia conosce la vera storia di Alessio, è un individuo viscido e senza scrupoli, che ordirà una messinscena ai danni di Victoria per spillarle soldi in cambio di fittizie informazioni sul figlio. Aldo è il fratello single di Rita ed è innamorato, non ricambiato, di Renata.
Proseguendo, nella serie si inseriscono elementi fantastici, infatti alcuni studenti finiscono in un'altra dimensione dove il perfido Eusebio tiene prigionieri cinque ragazzi nipoti del mago Felipe da cui vuol ottenere il tesoro di famiglia per comprare l'elisir dell'eterna giovinezza. Aiutato da Rita tenterà di rapire Diego Miraflores, nuovo direttore dell'istituto e nipote di Felipe, che avendo sposato Luna in una precedente vita vuole riaverla per sé, mentre Victoria e Guglielmo si innamorano e Renata impazzisce decidendo di uccidere Luna spacciandosi per Lucilla la sua gemella buona. In seguito Miranda, che si è rabbonita e innamorata di Toto, scoprirà la sua vera identità e di essere la sorella di Luna, finendo però in ospedale, Eusebio aveva infatti mostrato alla ragazza quando Luna le rivelò tutto nell'altra dimensione e per le forti emozioni Miranda si riduce in fin di vita in quanto soffre di una malattia cardiaca di cui tutti erano all'oscuro. Fortunatamente, una magia congiunta di Felipe e della piccola maghetta Olivia riesce a farla sopravvivere.
Intanto Gianni Moreno, il vero padre di Luna e Miranda, si scopre essere vivo e dopo aver salvato Miranda da Pedro, un rapitore che gli faceva da aiutante, gli rivela che egli è ricercato poiché il suo nome fu scambiato per quello di un mafioso locale e, per fuggire e non essere incastrato, lui e sua moglie furono costretti a fingere un incidente e a lasciare le figlie sole in orfanotrofio; pochi anni dopo la moglie morì per il dolore. Purtroppo Gianni viene arrestato nel tentativo di fuggire di nuovo mentre Toto viene adottato da Victoria e Guglielmo che assieme a Luna e Alessio celebrano un doppio matrimonio, dopo che Alessio con l'inganno aveva sposato Renata credendola Lucilla. Rita diventa buona assieme ad Eusebio e si fidanza con Diego. Renata tuttavia non si è arresa e continua ad ordire nuovi intrighi: rapisce Luna e Alessio, ma anche lei ha quel che si merita e finisce in una prigione di massima sicurezza a vita.

## Episodi
| Stagione       | Episodi | Prima TV Argentina | Prima TV Italia |
| -------------- | ------- | ------------------ | --------------- |
| Prima stagione | 150     | 2009               | 2011            |

## Sigle
La sigla in italiano esegue un arrangiamento diverso.
| Opening | Riassunto della puntata precedente |
| Ending  | Anteprima della puntata successiva |

| Italia  | Italia           | Italia       | Italia |
| Tipo    | Titolo           | Cantante/i   |        |
| ------- | ---------------- | ------------ | ------ |
| Opening | Vamos Ya         | Cast         |        |
| Ending  | Un Amor de Locos | Juana Barros |        |

## Personaggi e interpreti

### Giovani
| Natalie Pérez           | Luna Guzmán (nata Moreno)         | Ha 25 anni. È alla ricerca della sua sorellina Anna (adottata dalla direttrice col nome di Miranda), dalla quale è stata separata quando erano entrambe molto piccole. Per ritrovarsi con lei si fa assumere come cuoca alla Mastery School. È stata adottata da Guglielmo. Al collegio è amica e consigliera di tutti i ragazzi. Si innamora di Alessio e alla fine della serie si sposano. |
| Michel Noher            | Alessio (Diego) García Sierra     | Figlio naturale di Victoria. Il padre gli ha fatto credere per tanto tempo che Victoria lo avesse abbandonato, mentre lei credeva che suo figlio fosse morto. Si ritroverà con la madre e diventerà il fratello adottivo di Miranda. Si sposerà con Luna alla fine della serie. |
| Macarena Paz            | Renata e Lucilla                  | Renata è l'ex fidanzata di Alessio. Dichiarerà guerra a Luna non appena questa si avvicinerà a lui. Dopo un po' si scoprirà che Renata è affetta da problemi mentali, infatti, verrà rinchiusa in un ospedale psichiatrico. Lucilla, invece è la sorella gemella di Renata, ma a differenza di questa è una ragazza molto buona. Lucilla suona la batteria ed all'inizio è anche lei innamorata di Alessio (proprio per questo motivo Renata l'ha sempre odiata), poi però si fidanza con Felipe. |
| Andrés Gil              | Ivo                               | Grande amico di Luna, suona insieme a lei, Paul e Ulisse in una band. È il fratellastro di Valentina, della quale si innamorerà. Piace molto alle ragazze: non c'è neanche una studentessa del collegio che non abbia mai avuto interesse per lui (eccetto le bambine). |
| Micaela Riera           | Valentina                         | È la sorellastra di Ivo. Inizialmente dice di odiarlo perché in realtà è innamorata di lui. Ha un carattere forte ma è una grande amica ed ha un grande cuore, è molto bella e attraente. Si fidanzerà con Ivo, ma per un periodo starà anche con Ulisse. La sua migliore amica è Emma, ma avrà un bel legame con Luna, Gaia e Federica. Ha un piccolo ammiratore: Benji |
| Lola Moran              | Emma Gómez                        | Ragazza di Tom e follemente innamorata di lui, è la migliore amica di Valentina. Inizialmente si vergogna delle sue umili origini e finge di essere una ragazza per bene. È stata innamorata di Ivo. |
| Antonella Sabatini      | Celeste Regeivo                   | Ragazza del collegio. Invidiosa di tutti, è innamorata di Tom. |
| Delfina Capalbo         | Federica                          | Ragazza del collegio un po' svampita ma con un gran cuore. |
| Valentino Giovannetti   | Ulisse                            | Ragazzo del collegio, amico di Luna, Ivo e Paul. È molto intelligente e studioso, ed è innamorato di Valentina. |
| Christian Puebla        | Paul                              | Ragazzo del collegio; è dolce e romantico. All'inizio è innamorato di Luna, ma poi perderà la testa per Gaia. |
| Lucas Verstraeten       | Tom Gonzales Crespo               | Ragazzo del collegio fidanzato con Emma. Viene da una famiglia ricca, che non accetta il fatto che lui ami Emma a causa delle umili origini di quest'ultima, ma lui lotterà pur di restare con lei. È invidioso di Ivo e cercherà di screditarlo agli occhi della direttrice e dei compagni. |
| Ramiro Lopez Silveyra   | Raul Molina                       | Ragazzo del collegio e migliore amico di Tom. È considerato il "secchione" della scuola. Gli piace Gaia. |
| Eva De Dominici         | Gaia Cortese (Gal Cortés)         | Ragazza del collegio viziata, non molto simpatica e ribelle, che sogna di diventare una cantante anche se non ha talento. Inizialmente le piace Ivo, ma in seguito si innamorerà di Alessandro, un ragazzo dell'altra dimensione. |
| Paloma Gonzales Heredia | Miranda Mujica (nata Anna Moreno) | Figlia adottiva di Victoria e sorellina biologica di Luna e sorellastra di Alessio. All'inizio non sopporta quest'ultima poiché crede che le voglia rovinare la vita. Le due si riappacificheranno in seguito grazie ad Eusebio. Il suo carattere snob cambierà quando si innamorerà di Toto. Per un po' starà anche con Giuliano. |
| Manuel Ramos            | Toto Palma                        | Stalliere di Miranda, segretamente innamorato di lei da tanto tempo e alla fine verrà ricambiato. È molto amico di Luna. |
| Agustina Garcìa Tedesco | Serena                            | Ragazza del collegio, buona e molto sincera. Ama Toto, e per questo si ritrova in rivalità con la sua migliore amica Miranda. |
| Agustina Palma          | Giulietta                         | Ragazza del collegio, seminatrice di zizzania. Per fare un dispetto a Miranda, incita Serena a mettersi con Toto. Le piace Giuliano. Cerca di mettere nei guai tutti persino i più piccoli. |
| Iván Paz                | Giuliano                          | Ragazzo del collegio arrogante e pieno di sé, rivale in amore di Toto. |
| Luciano Papasidero      | Dino                              | Ragazzo del collegio dal carattere nervoso e irascibile. Gli piace Serena, che però non lo degna neanche di uno sguardo. |
| Thiago Batistuta        | Martín de la Fuente               | Ragazzo dell'altra dimensione, nipote di Felipe. Viene dagli anni '80 e ama Luz. |
| Thelma Fardin           | Luz de la Fuente                  | Ragazza dell'altra dimensione, nipote di Felipe. Viene dagli anni '70 ed è innamorata di Martín, anche se verrà baciata da Ulisse e Paul. È È molto buona e cercherà insieme a Luna di fermare il matrimonio tra Renata e Alessio |
| Jaime Dominguez         | Alessandro de la Fuente           | Ragazzo dell'altra dimensione, nipote di Felipe. Viene dagli anni '90. Si innamora di Miranda ma poi diventerà il ragazzo di Gaia. |
| Jesica Buss             | Abril de la Fuente                | Ragazza dell'altra dimensione, nipote di Felipe. Viene dagli anni '60 e ama Ivo. |
| Florencia Gallo         | Caterina de la Fuente             | Ragazza dell'altra dimensione, nipote di Felipe. Viene dagli anni '50 ed è anche lei innamorata di Ivo. |
| Tomás de las Heras      | Max                               | Ragazzo di Luna prima che arrivasse al collegio. |
| Juana Barros            | Clara                             | Sorella di Tobia, è innamorata di Geronimo. Non va molto d'accordo con Olivia, proprio perché a tutte e due piace Geronimo. Darà vita ad una serie di vicende dettate dalla sua gelosia. |
| Nazareno Anton          | Geronimo                          | Migliore amico di Benji, innamorato di Clara. Organizza sempre piani e farà di tutto per riappacificarsi con Clara. |
| Tomàs Ross              | Benji                             | Migliore amico di Geronimo. Tra i più piccoli del collegio è il più carino. È innamorato di Valentina. Candy è perdutamente innamorata di lui. |
| Lourdes Mansilla        | Candy                             | Giovane attrice, perdutamente innamorata di Benji. Odia Olivia e la sua migliore amica è Clara. |
| Tupac Inti Larriera     | Tobia                             | Fratello di Clara e all'inizio rivale di Geronimo. Cerca sempre di ostacolarlo perché non vuole che frequenti la sorella. |
| Luciano Motta           | Mathias                           | Amico di Geronimo. |
| Franco Gil Franchina    | Nico                              | Amico di Tobia. |
| Marcio Mansilla         | Augusto                           | Migliore amico di Tobia, innamorato di Clara. |
| Chiara Francia          | Lila                              | Sorella minore di Geronimo. Ha una cotta per Benji. |
| Julieta Poggio          | Olivia                            | Ragazzina dai poteri magici. È innamoratissima di Geronimo, ma per un periodo mostrerà interesse verso Martín, sebbene questo sia molto più grande di lei. Non va d'accordo con Clara e Candy. |
| Maya Schojet            | Perla                             | Amica di Clara, Candy e Olivia. Qualche Volta può essere molto dispettosa. |
| Brian Sichel            | Rodrigo                           | Amico timido di Tobia. |

### Adulti
| Attore o attrice  | Personaggio                  | Breve descrizione |
| ----------------- | ---------------------------- | --- |
| Claribel Medina   | Victoria Mujica              | Direttrice della Mastery School, severa e intransigente. È la madre adottiva di Miranda e la madre biologica di Alessio. Sposerà Guglielmo.                                           |
| Marcelo de Bellis | Guglielmo Guzmán             | Padre adottivo di Luna, è un uomo umile e semplice che si innamora di Victoria, a cui fa da autista. È corteggiato da Rita ma lui non la ricambia.                                    |
| Mariana Prommel   | Rita Marcial                 | Assistente di Victoria, è una donna rigida e severa. Solo Guglielmo, del quale è perdutamente innamorata, riesce a farla diventare più tenera. È la sorella maggiore di Aldo.         |
| Mario Guerci      | Aldo Marcial                 | È il professore di musica del collegio, che quando partirà per l'Europa verrà sostituito da Felipe. Era inizialmente innamorato di Renata, la ragazza del suo migliore amico Alessio. |
| Mauricio Dayub    | Patrizio                     | Padre di Renata e di Lucilla. Viscido e ipocrita vuole che Renata sposi Alessio per una questione di affari.                                                                          |
| Fabio Di Tomaso   | Felipe Segundo de la Fuente. | È un mago buono. Viene dall'altra dimensione ed è stato l'amore della vita di Luna 1.000 anni fa. Si fidanzerà alla fine con Lucilla.                                                 |
| Rodolfo Samsò     | Eusebio                      | Uomo dell'altra dimensione,è un mago molto potente. |
| Pepe Monje        | Diego Miraflores             | È il nuovo preside della Mastery School. Anche lui si innamora di Lucilla. |
| Daniel Di Biase   | Gianni Moreno                | Padre biologico di Miranda e Luna |
| -                 | Silvia Moreno                | Madre biologica di Miranda e Luna |

## Colonna sonora
Il 12 settembre 2010 in Argentina è uscito l'album Consentidos! - Algo bueno va a pasar, che ha ricevuto un disco d'oro. In Italia il CD è stato pubblicato il 10 maggio 2011 con il titolo Incorreggibili!.
|     | Titolo                        | Cantanti                                                                                      |
| --- | ----------------------------- | --------------------------------------------------------------------------------------------- |
| 1.  | Vamos Ya                      | Cast                                                                                          |
| 2.  | Un Amor de Locos              | Juana Barros                                                                                  |
| 3.  | Crazy Love                    | Natalie Pérez                                                                                 |
| 4.  | Baila Conmigo Amigo           | Tutti i bambini                                                                               |
| 5.  | Quiero Abrir Tu Corazón       | Andrés Gil                                                                                    |
| 6.  | Suena Una Canción En La Radio | Paloma González Heredia                                                                       |
| 7.  | Todas Las Chicas              | Natalie Pérez, Macarena Paz, Micaela Riera, Lola Moran, Antonella Sabatini e Delfina Capalbo. |
| 8.  | Aquí Estoy Aquí Estás         | Natalie Pérez                                                                                 |
| 9.  | Ninguna de Las Dos            | Natalie Pérez, Macarena Paz, Micaela Riera e Lola Moran.                                      |
| 10. | Me Gusta Mucho                | Natalie Pérez                                                                                 |